# Blaukron-Degenflügel
Der Blaukron-Degenflügel (Pampa curvipennis, Syn.: Campylopterus curvipennis) oder Nachtigallkolibri ist eine Vogelart aus der Familie der Kolibris (Trochilidae). Die Art hat ein großes Verbreitungsgebiet in den mittelamerikanischen Ländern Mexiko, Belize, Guatemala und Honduras. Der Bestand wird von der IUCN als „nicht gefährdet“ (Least Concern) eingestuft.

## Merkmale
Der Blaukron-Degenflügel erreicht eine Körperlänge von etwa 12 bis 13,5 Zentimeter. Die Unterart C. c. excellens wird mit 13,5 bis 14 Zentimeter etwas größer. Der gerade Schnabel erreicht etwa die 1,33- bis 1,5-fache Größe des Kopfes. Beim Männchen entspricht das ungefähr 26 bis 31 Millimeter und beim Weibchen 23 bis 28 Millimeter. Männchen und Weibchen unterscheiden sich nur geringfügig. Das Gesicht, die Kehle und die Unterseite sind blassgrau. Um das Auge ist der Blaukron-Degenflügel dunkel mit einem postokularen (hinter dem Auge) Fleck. Der untere Teil der Flügel schimmert leicht zimtfarben. Während die Krone violett bis blauviolett ist, geht die Farbe ab dem Nacken über die Oberseite ins Grün bis Blaugrün über. Auch der Schwanz ist blaugrün bis grün. Nur die äußeren Steuerfedern weisen hellgraue Sprenkel auf. Beim Weibchen fällt der Schwanz etwas kürzer aus. Die Sprenkel an den äußeren Steuerfedern sind weiß.

## Habitat

Verbreitung des Blaukron-Degenflügels (rechter grüner Bereich) und des Yukatandegenflügels (linker grüner Bereich)

Der Blaukron-Degenflügel lebt vorzugsweise in feuchten bis halbtrockenen immergrünen Zonen, gemischten Wäldern und Waldrändern und Sekundärvegetation mit Blüten. Er bewegt sich in Höhen nahe Meereshöhe bis etwa 1400 Metern.

## Verhalten
Man sieht den Blaukron-Degenflügel oft bei der Futtersuche mit hoher Vegetationsdichte vorzugsweise an Waldrändern oder steilen Abhängen. Der Flug variiert vom kolibritypischen Schwirrflug bis zu langsamem Flügelschlag, der einem Segler ähnelt. Ohne Scheu nähert sich der Blaukron-Degenflügel auch Menschen. Er brütet von März bis Juli. Sein Nest baut er als gut getarnten Kelch auf horizontalen Zweigen.

## Lautäußerungen
Der Name Nachtigallkolibri kommt vom beeindruckenden Gesang des Blaukron-Degenflügels. Singende Männchen haben ihre bevorzugten Sitzplätze. Hier quietschen, tschirpen und plappern sie auffällig und drehen ihren Kopf aufgeregt von Seite zu Seite.

## Unterarten
Es sind folgende Unterarten bekannt:
- P. c. curvipennis (Deppe, 1830) kommt im östlichen zentralen Mexiko vom südöstlichen  San Luis Potosí bis Veracruz,  das nordöstliche Puebla und das nördliche Oaxaca vor.
- P. c. excellens Wetmore, 1941 kommt im südlichen Veracruz vor.

## Etymologie und Forschungsgeschichte
Wilhelm Deppe beschrieb den Blaukron-Degenflügel unter dem Namen Trochilus curvipennis. Das Typusexemplar hatte er während einer Reise nach Mexiko gesammelt. 1854 führte Ludwig Reichenbach die neue Gattung  Pampa für den Yukatandegenflügel (Pampa pampa (Lesson, RP 1832)) ein. Dieses Wort ist das Quechua-Wort für „Ebene“, da Lesson das Typusexemplar irrtümlich dem Inneren der Río-de-la-Plata-Ebene zuordnete. Der Name curvipennis ist aus den lateinischen Wörtern curvus für „krumm, rund“ und -pennis, penna für „befiedert, Feder“ zusammengesetzt. Oft wird Ferdinand Deppe, der Bruder des Autors, oder Martin Hinrich Lichtenstein fälschlicherweise als Erstautor in der Literatur genannt. In ihrem Artikel erläutern Burt Leavelle Monroe, Jr. und Marvin Ralph Browning, warum Wilhelm Deppe nach den Internationalen Regeln für die Zoologische Nomenklatur als Erstautor gilt. Sie beziehen sich in ihrer Analyse auf einen Artikel von Erwin Stresemann, der bereits 1954 darauf hinwies, dass der Fehler wohl auf einen verwirrenden Nachdruck im Journal für Ornithologie aus dem Jahre 1863 zurückzuführen ist. Excellens leitet sich vom lateinischen excellere für „übertreffen, hervortun“ ab.